# Hyperopération

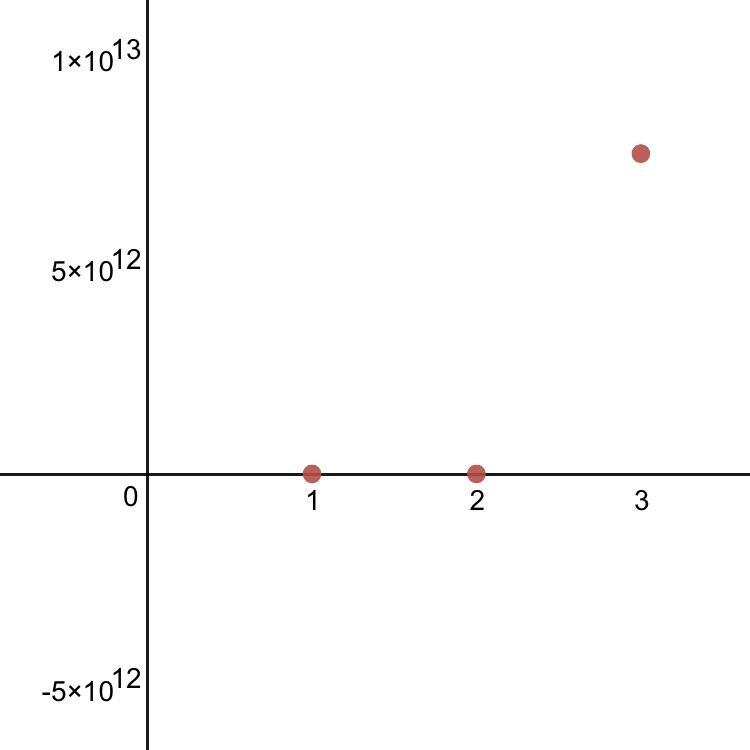
Les trois premières valeurs de la fonction de pentation H5(a,2). La valeur approximative de H5(3,2) est 7.626x10^12.

En mathématiques, les hyperopérations  (ou hyperopérateurs) constituent une suite infinie d'opérations,, qui prolonge logiquement la suite des opérations arithmétiques élémentaires suivantes :
1. addition (n = 1) :
{\displaystyle {{H_{1}(a,b)=a+b} \atop \,}{= \atop \,}{a\,+ \atop \,}{{\underbrace {1+1+\cdots +1} } \atop b{\text{ termes}}}}
2. multiplication (n = 2) :
{\displaystyle {{H_{2}(a,b)=a\times b=\ } \atop {\ }}{{\underbrace {a+a+\cdots +a} } \atop b{\text{ termes}}}}
3. exponentiation (n = 3) :
{\displaystyle {{H_{3}(a,b)=a^{b}=\ } \atop {\ }}{{\underbrace {a\times a\times \cdots \times a} } \atop b{\text{ facteurs}}}}

Reuben Goodstein proposa de baptiser les opérations au-delà de l'exponentiation en utilisant des préfixes grecs : tétration (n = 4), pentation (n = 5), hexation (n = 6), etc. L'hyperopération à l'ordre n peut se noter à l'aide d'une flèche de Knuth au rang n – 2. {\displaystyle H_{n}(a,b)=a\uparrow ^{n-2}b}.
La flèche de Knuth au rang m est définie récursivement par : {\displaystyle a\uparrow ^{-1}b=a+b\,} et 
{\displaystyle a\uparrow ^{m}b=\underbrace {a\uparrow ^{m-1}\left(a\uparrow ^{m-1}\left[a\uparrow ^{m-1}\left(\ldots \left[a\uparrow ^{m-1}\left(a\uparrow ^{m-1}a\right)\right]\ldots \right)\right]\right)} _{\displaystyle b{\mbox{ copies de }}a},\quad m\geq 0}
Elle peut aussi se définir à l'aide de la règle : {\displaystyle a\uparrow ^{m}b=a\uparrow ^{m-1}\left(a\uparrow ^{m}(b-1)\right)}. Chacune croît plus vite que la précédente.
Des suites similaires ont historiquement porté diverses appellations, telles que la fonction d'Ackermann (à 3 arguments), la hiérarchie d'Ackermann, la hiérarchie de Grzegorczyk, (plus générale), la version de Goodstein de la fonction d'Ackermann, hyper-n,,,,.

## Définition
La suite d'hyperopérateurs est la suite d'opérations binaires {\displaystyle H_{n}:\mathbb {N} \times \mathbb {N} \to \mathbb {N} } indexée par {\displaystyle n\in \mathbb {N} }, définie récursivement comme suit :
{\displaystyle H_{n}(a,b)={\begin{cases}b+1&{\text{si }}n=0\\a&{\text{si }}n=1,b=0\\0&{\text{si }}n=2,b=0\\1&{\text{si }}n\geq 3,b=0\\H_{n-1}(a,H_{n}(a,b-1))&{\text{sinon}}\end{cases}}}
(Remarque : pour n = 0, on peut ignorer le premier argument, car alors l'hyperopérateur consiste simplement à incrémenter le second argument d'une unité : succession.)
Pour n = 0, 1, 2, 3, cette définition reproduit les opérations arithmétiques élémentaires, dans l'ordre : succession, addition, multiplication, exponentiation. Par convention donc, les opérations arithmétiques élémentaires sont également à considérer comme des hyperopérateurs.
Pour n ≥ 4, cette suite se poursuit par des nouvelles opérations. 
Voici la liste des 7 premières hyperopérations :
| n | {\displaystyle H_{n}}      | Operation                                                                        | Définition | Noms                     | Domaines de validité                        |
| - | -------------------------- | -------------------------------------------------------------------------------- | --- | ------------------------ | ------------------------------------------- |
| 0 | {\displaystyle H_{0}(a,b)} | {\displaystyle b+1}                                                              | {\displaystyle {1+{\underbrace {1+1+1+\cdots +1} _{b}}}}                                                      | successeur, « zération » | b réel                                      |
| 1 | {\displaystyle H_{1}(a,b)} | {\displaystyle a+b}                                                              | {\displaystyle {a+{\underbrace {1+1+1+\cdots +1} _{b}}}}                                                      | addition                 | a et b réels                                |
| 2 | {\displaystyle H_{2}(a,b)} | {\displaystyle a\cdot b}                                                         | {\displaystyle {{\underbrace {a+a+a+\cdots +a} } \atop {b}}}                                                  | multiplication           | a et b réels                                |
| 3 | {\displaystyle H_{3}(a,b)} | {\displaystyle a\uparrow b=a^{b}}                                                | {\displaystyle {{\underbrace {a\cdot a\cdot a\cdot a\cdot \ldots \cdot a} } \atop {b}}}                       | exponentiation           | a et b réels                                |
| 4 | {\displaystyle H_{4}(a,b)} | {\displaystyle a\uparrow \uparrow b=\ ^{b}a}                                     | {\displaystyle {{\underbrace {a\uparrow a\uparrow a\uparrow \cdots \uparrow a} } \atop {b}}}                  | tétration                | a > 0, b entier ≥ −1 (extensions proposées) |
| 5 | {\displaystyle H_{5}(a,b)} | {\displaystyle a\uparrow \uparrow \uparrow b} ou {\displaystyle a\uparrow ^{3}b} | {\displaystyle {{\underbrace {a\uparrow \uparrow a\uparrow \uparrow \cdots \uparrow \uparrow a} } \atop {b}}} | pentation                | a et b entiers, a > 0, b ≥ 0                |
| 6 | {\displaystyle H_{6}(a,b)} | {\displaystyle a\uparrow ^{4}b}                                                  | {\displaystyle {{\underbrace {a\uparrow ^{3}a\uparrow ^{3}\cdots \uparrow ^{3}a} } \atop {b}}}                | hexation                 | a et b entiers, a > 0, b ≥ 0                |

## Cas spéciaux
Hn(0, b) =
0, où n = 2, ou n = 3, b ≥ 1, ou n ≥ 4, b impair (≥ −1)
1, où n = 3, b = 0, ou n ≥ 4, b pair (≥ 0)
b, où n = 1
b + 1, où n = 0
Hn(a, 0) =
0, où n = 2
1, où n = 0, ou n ≥ 3
a, où n = 1
Hn(a, −1) =
0, où n = 0, ou n ≥ 4
a − 1, où n = 1
−a, où n = 2
1/a , où n = 3
Hn(2, 2) =
3, où n = 0
4, où n ≥ 1, démontrable facilement par récurrence.

## Histoire
Une des premières discussions autour des hyperopérateurs fut celle d'Albert Bennet en 1914, qui développa la théorie des hyperopérations commutatives. 
12 ans plus tard, Wilhelm Ackermann définit la fonction  
{\displaystyle \phi (a,b,n)}
qui s'approche de la séquence d'hyperopérateurs.
Dans son article de 1947, Reuben Goodstein introduit la suite d'opérations maintenant appelée hyperopérations et suggéra les noms de tétration, pentation, etc. pour les opérations au-delà de l'exponentiation (car ils correspondent aux indices 4, 5, etc. de la suite). C'est une fonction à trois arguments : {\displaystyle G(n,a,b)=H_{n}(a,b)}, la suite des hyperopérations peut être rapprochée de la fonction d'Ackermann {\displaystyle \phi (a,b,n)}. La fonction d'Ackermann originelle {\displaystyle \phi } utilise la même règle récursive que Goodstein mais diffère d'elle de deux manières : 
Tout d'abord {\displaystyle \phi (a,b,n)} définit une suite d'opérations partant de l'addition  (n = 0) plutôt que de la succession. Ensuite, les conditions initiales pour {\displaystyle \phi } sont {\displaystyle \phi (a,b,3)=a\uparrow \uparrow (b+1)}, 
différent en cela des hyperopérations au-delà de l'exponentiation,,.
La signification du b + 1 dans l'expression qui précède vient que {\displaystyle \phi (a,b,3)} = {\displaystyle a^{a^{\cdot ^{\cdot ^{\cdot ^{a}}}}}}, où b compte le nombre d'opérateurs plutôt que le nombre d'opérandes a, comme le fait b dans {\displaystyle a\uparrow \uparrow b}, etc pour les opérations de niveau supérieur (voir la fonction d'Ackermann pour davantage de détails).

## Notations
De nombreuses notations ont été développées et sont applicables aux hyperopérateurs.
| Nom                                     | Notation équivalente à {\displaystyle H_{n}(a,b)}                                                                              | Commentaire                                                                 |
| --------------------------------------- | --- | --------------------------------------------------------------------------- |
| Notation des flèches de Knuth           | {\displaystyle a\uparrow ^{n-2}b}                                                                                              | Utilisée par Knuth (pour n ≥ 3), et rencontrée dans divers ouvrages,.       |
| Notation de Goodstein                   | {\displaystyle G(n,a,b)} | Utilisée par Reuben Goodstein.                                              |
| Fonction d'Ackermann originelle         | {\displaystyle {\begin{matrix}\phi (a,b,n-1)\ {\text{ pour }}1\leq n\leq 3\\\phi (a,b-1,n-1)\ {\text{ pour }}n>3\end{matrix}}} | Utilisée par Wilhelm Ackermann.                                             |
| Fonction d'Ackermann-Péter              | {\displaystyle A(n,b-3)+3\ {\text{pour }}a=2}                                                                                  | Ceci correspond aux hyperopérations en base 2 ({\displaystyle H_{n}(2,b)}). |
| Notation de Nambiar                     | {\displaystyle a\otimes ^{n}b}                                                                                                 | Utilisée par Nambiar                                                        |
| Notation boîte                          | {\displaystyle a{\,{\begin{array}{\|c\|}\hline {\!n\!}\\\hline \end{array}}\,}b}                                               | Utilisée par Rubtsov et Romerio.                                            |
| Notation exposant                       | {\displaystyle a{}^{(n)}b} | Utilisée par Robert Munafo.                                                 |
| Notation indice                         | {\displaystyle a{}_{(n)}b} | Utilisée par John Donner et Alfred Tarski (pour n ≥ 1).                     |
| Notation crochets                       | {\displaystyle a[n]b} | Utilisée sur des forums, pour des raisons de simplicité.                    |
| Notation des flèches chaînées de Conway | {\displaystyle a\rightarrow b\rightarrow (n-2)}                                                                                | Utilisée par John Horton Conway (pour n ≥ 3).                               |
| Notation de Bowers                      | {\displaystyle \{a,b,n,1\}} | Utilisée par Jonathan Bowers (pour n ≥ 1).                                  |

### Variante de départ à partir dea
En 1928, Wilhelm Ackermann a défini une fonction à 3 arguments {\displaystyle \phi (a,b,n)} qui a progressivement évolué vers une fonction à 2 arguments connue sous le nom de la fonction d'Ackermann. La fonction originelle d'Ackermann {\displaystyle \phi } était moins similaire aux hyperopérations modernes, car ses conditions initiales commencent avec {\displaystyle \phi (a,0,n)=a} pour tout n > 2. En outre, l'addition est assignée à n = 0, la multiplication à n = 1 et exponentiation à n = 2, de sorte que les conditions initiales produisent des opérations très différentes de la tétration et des hyperopérations suivantes.
| n | Opération                                                             | Commentaire                                                                   |
| - | --------------------------------------------------------------------- | ----------------------------------------------------------------------------- |
| 0 | {\displaystyle F_{0}(a,b)=a+b}                                        |                                                                               |
| 1 | {\displaystyle F_{1}(a,b)=a\cdot b}                                   |                                                                               |
| 2 | {\displaystyle F_{2}(a,b)=a^{b}}                                      |                                                                               |
| 3 | {\displaystyle F_{3}(a,b)=a\uparrow \uparrow (b+1)}                   | L'itération de cette opération est différente de l'itération de la tétration. |
| 4 | {\displaystyle F_{4}(a,b)=(x\mapsto a\uparrow \uparrow (x+1))^{b}(a)} | À ne pas confondre avec la pentation.                                         |

Une autre condition initiale qui a été utilisée est {\displaystyle A(0,b)=2b+1} (où la base est constante {\displaystyle a=2}), due à Rózsa Péter, qui ne forme pas une hiérarchie d'hyperopérations.

### Variante de départ à partir de 0
En 1984, C. W. Clenshaw et F. W. J. Olver ont commencé à discuter de l'utilisation des hyperopérations pour empêcher une erreur d'un ordinateur à virgule flottante. Depuis lors, de nombreux autres auteurs,, ont eu un intérêt pour l'application des hyperopérations à la représentation à virgule flottante (car Hn(a, b) sont tous définis pour b = –1). Tout en discutant de tétration, Clenshaw et al. ont soutenu[pas clair] la condition initiale {\displaystyle F_{n}(a,0)=0}, et réalise[pas clair] encore une autre hiérarchie d'hyperopérations. Tout comme dans la variante précédente, la quatrième opération est très similaire à la tétration, mais est différente de celle-ci.
| n | Opération                                                                                          | Commentaire                                                                   |
| - | -------------------------------------------------------------------------------------------------- | ----------------------------------------------------------------------------- |
| 0 | {\displaystyle F_{0}(a,b)=b+1}                                                                     |                                                                               |
| 1 | {\displaystyle F_{1}(a,b)=a+b}                                                                     |                                                                               |
| 2 | {\displaystyle F_{2}(a,b)=a\cdot b=e^{\ln(a)+\ln(b)}}                                              |                                                                               |
| 3 | {\displaystyle F_{3}(a,b)=a^{b}}                                                                   |                                                                               |
| 4 | {\displaystyle F_{4}(a,b)=a\uparrow \uparrow (b-1)}                                                | L'itération de cette opération est différente de l'itération de la tétration. |
| 5 | {\displaystyle F_{5}(a,b)=\left(x\mapsto a\uparrow \uparrow (x-1)\right)^{b}(0)=0{\text{ si }}a>0} | À ne pas confondre avec Pentation.                                            |